# Strade Bianche femenina 2015
La 1.ª edición de la Strade Bianche femenina  se disputó el 7 de marzo de 2015 sobre un recorrido de 103 km con inicio en la ciudad de San Gimignano y final en la ciudad de Siena, Italia.
La carrera fue parte del calendario internacional de la UCI como competencia de categoría 1.1 y fue ganada por la ciclista estadounidense Megan Guarnier del equipo Boels Dolmans. El podio lo completaron la ciclista británica Elizabeth Armitstead del equipo Boels Dolmans y la ciclista italiana Elisa Longo Borghini del equipo Wiggle Honda.

## Equipos participantes
| Equipos femeninos (16)- Alé Cipollini - Aromitalia Vaiano - Astana-Acca Due O - BePink LaClassica - Bigla - Boels Dolmans - BTC City Ljubljana - Inpa Sottoli Bianchi Giusfredi - Lotto Soudal Ladies - Orica-AIS - Rabo Liv Women - SC Michela Fanini Rox - Servetto Footon - Top Girls Fassa Bortolo - Velocio-SRAM - Wiggle Honda |
| |

## Clasificaciones finales
Las clasificaciones finalizaron de la siguiente forma:

### Clasificación general
| \| Clasificación general \| Clasificación general \| Clasificación general \| Clasificación general \| Clasificación general \| \| Ciclista \| Ciclista \| Equipo \| Tiempo \| \| \| --------------------- \| ---------------------- \| --------------------- \| --------------------- \| --------------------- \| \| 1.ª \| Megan Guarnier \| Boels Dolmans \| 2 h 59 min 17 s \| \| \| 2.ª \| Lizzie Armitstead \| Boels Dolmans \| + 37 s \| \| \| 3.ª \| Elisa Longo Borghini \| Wiggle Honda \| + 37 s \| \| \| 4.ª \| Ashleigh Moolman-Pasio \| Bigla \| + 39 s \| \| \| 5.ª \| Anna van der Breggen \| Rabo Liv Women \| + 46 s \| \| \| 6.ª \| Katarzyna Niewiadoma \| Rabo Liv Women \| + 52 s \| \| \| 7.ª \| Alena Amialiusik \| Velocio-SRAM \| + 54 s \| \| \| 8.ª \| Hanna Solovéi \| Astana-Acca Due O \| + 1 min 04 s \| \| \| 9.ª \| Annemiek van Vleuten \| Bigla \| + 1 min 10 s \| \| \| 10.ª \| Elena Cecchini \| Lotto Soudal Ladies \| + 4 min 01 s \| \| |                        |                     |                 |
| |                        |                     |                 |
| Fuente: Cycling Quotient |                        |                     |                 |
| Clasificación general |                        |                     |                 |
| Ciclista | Ciclista               | Equipo              | Tiempo          |
| 1.ª | Megan Guarnier         | Boels Dolmans       | 2 h 59 min 17 s |
| 2.ª | Lizzie Armitstead      | Boels Dolmans       | + 37 s          |
| 3.ª | Elisa Longo Borghini   | Wiggle Honda        | + 37 s          |
| 4.ª | Ashleigh Moolman-Pasio | Bigla               | + 39 s          |
| 5.ª | Anna van der Breggen   | Rabo Liv Women      | + 46 s          |
| 6.ª | Katarzyna Niewiadoma   | Rabo Liv Women      | + 52 s          |
| 7.ª | Alena Amialiusik       | Velocio-SRAM        | + 54 s          |
| 8.ª | Hanna Solovéi          | Astana-Acca Due O   | + 1 min 04 s    |
| 9.ª | Annemiek van Vleuten   | Bigla               | + 1 min 10 s    |
| 10.ª | Elena Cecchini         | Lotto Soudal Ladies | + 4 min 01 s    |